# جيمي راي
جيمي راي (بالإنجليزية: Jimmy Ray)‏ هو مغني بريطاني، ولد في 3 أكتوبر 1970 في لندن في المملكة المتحدة.

## وصلات خارجية
- جيمي راي على موقع ميوزك برينز (الإنجليزية)
- جيمي راي على موقع أول ميوزيك (الإنجليزية)
- جيمي راي على موقع ديسكوغز (الإنجليزية)